# Stevan Moljević
Stevan Moljević (* 6. Januar 1888 in Rudo, Osmanisches Reich; † 15. November 1959 in Sremska Mitrovica, Jugoslawien) war ein jugoslawischer Rechtsanwalt und Politiker. Während der Besetzung Jugoslawiens im Zweiten Weltkrieg war er Chefberater des Führers der nationalistischen serbischen Tschetnik-Bewegung Draža Mihailović. Als Vordenker der Tschetniks forderte er bereits 1941 in einer Denkschrift, dass das gesamte Territorium, in dem Serben lebten, von Nichtserben „gesäubert“ werden sollte. Damit transportierte er Ilija Garašins Raumbild eines Großserbiens von 1844 in die Gegenwart.

## Leben
Moljević war während der österreichisch-ungarischen Okkupation Bosniens und der Herzegowina ein serbisch-nationalistischer Aktivist. Im Zuge eines Hochverratsprozesses gegen bosnische Serben wurde er 1916 in Banja Luka zu Haft verurteilt, die er bis zum Ende der Donaumonarchie verbüßte.

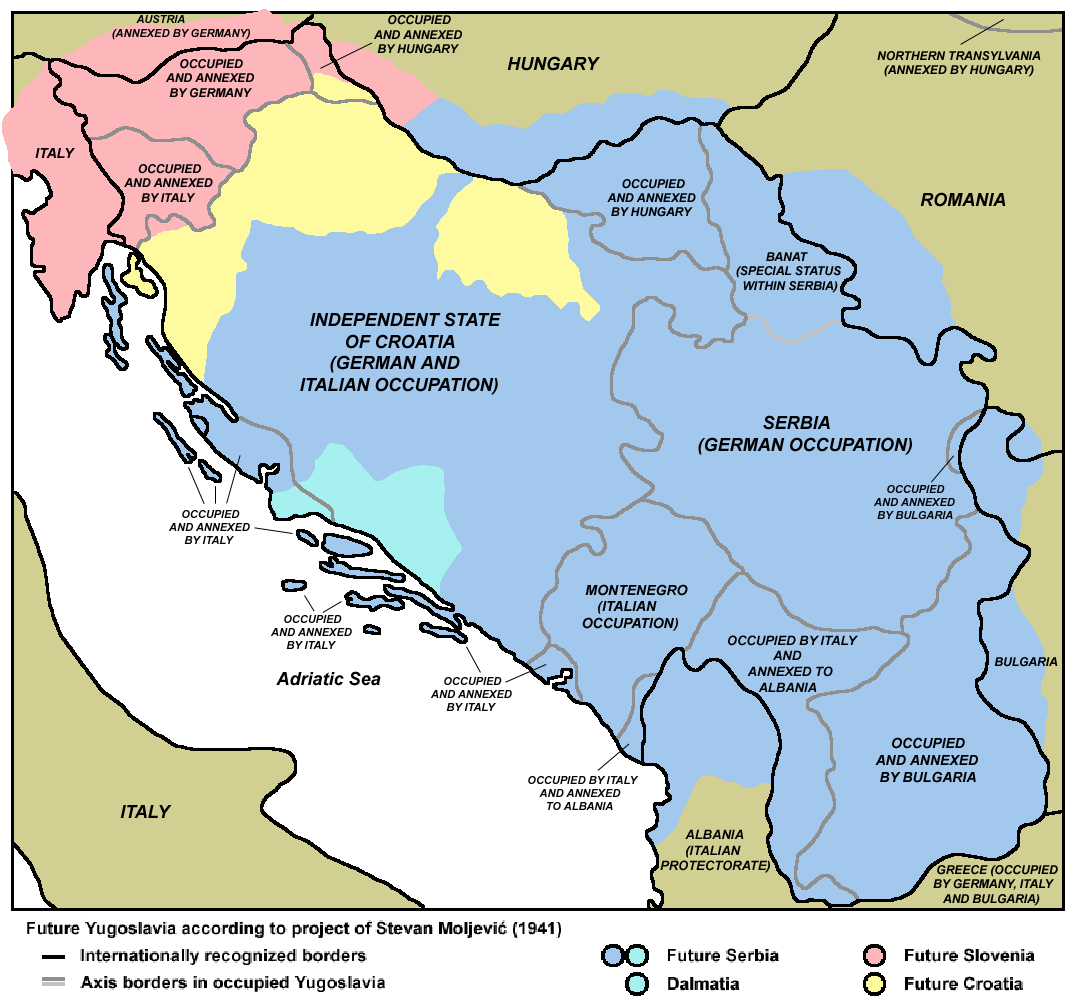
Moljevićs Entwurf eines zukünftigen Jugoslawien (1941) mit einem Großserbien (blau), Kroatien (gelb) und Slowenien (rot)

Am 30. Juni 1941 veröffentlichte er seine Thesen unter dem Titel „Über unseren Staat und seine Staatsgrenzen“. Er schlug darin einen zukünftigen föderalen Staat Jugoslawien vor, der aus drei Einheiten bestehen sollte: Serbien, Kroatien und Slowenien. Die serbische Einheit sollte demnach ganz Bosnien-Herzegowina, große Teile Kroatiens (Dalmatien, Ostslawonien und die Region um Pakrac sowie ungefähr jenes Gebiet, das in den 1990ern die Krajina genannt werden sollte) sowie Pécs (Ungarn), Timișoara (Rumänien), Widin und Kyustendil (Bulgarien), das gesamte Mazedonien und Nordalbanien umfassen. Die slowenische Einheit sollte große Teile der Steiermark und Kärntens mit Klagenfurt sowie Friaul-Julisch Venetien mit Triest, ganz Istrien, Rijeka und das ungarische Grenzgebiet mit Nagykanizsa umfassen.
Im Dezember 1942 ernannte Mihailović Dragiša Vasić, Mladen Žujović und Stevan Moljević zu Exekutivausschussmitgliedern des Zentralen Nationalkomitees der JVuO, welches den politischen Arm der Mihailović-Bewegung darstellen sollte. Moljević wurde mit der Ausarbeitung des politischen Programms betraut. Sein Programm sah u. a. ein „homogenes Serbien“ (d. h. einen serbischen Staat, in dem die Serben in jeder Region über eine absolute Mehrheit verfügen sollten) ohne territoriale Mehrheiten von nationalen Minderheiten vor, das all diejenigen Gebiete umfassen sollte, die historisch und national als serbisch erachtet wurden. Zu diesem Zweck sollten aus diesen Gebieten etwa 2.675.000 Personen ausgesiedelt werden, davon eine Million Kroaten und 500.000 Deutsche. Dafür sollten 1,3 Millionen Personen serbischer Nationalität angesiedelt werden, davon 300.000 Serben aus Kroatien. Auch die Muslime in Mazedonien (Pomaken, Türken) seien ein schwieriges Problem, welches nach Möglichkeit durch „Umsiedlungen“ gelöst werden müsse.
Auf dem Kongress von Ba im Januar 1944 wurde die Jugoslawische Demokratische Volksgemeinschaft (JUDENAZ) gegründet. Die Kongressresolution sah die Wiedererrichtung eines föderalen und monarchistischen Jugoslawiens unter der Dynastie der Karađorđević vor, das aus Serbien, Kroatien und Slowenien bestehen sollte. Weitere Punkte der Resolution richteten sich gegen die AVNOJ-Beschlüsse der KPJ. Es ist ungewiss, inwieweit Moljević nun sein früheres Programm eines „homogenen Serbien“ verfolgte, da in der JUDENAZ ebenso kroatische und bosniakische Politiker mitwirkten. Verschiedenen Quellen zufolge sprach er sich aber weiter für diese Ziele aus. 
Einige bosniakische und kroatische Historiker betrachten Moljević als einen der führenden Tschetnik-Ideologen. Wiederum betrachten einige serbische Historiker Moljević' Rolle jedoch als weniger bedeutsam. In den Kriegswirren setzten sich vornehmlich die Kommandeure der bewaffneten Tschetnik-Truppen durch, so dass politische Figuren wie Moljević eine untergeordnete Rolle spielten.

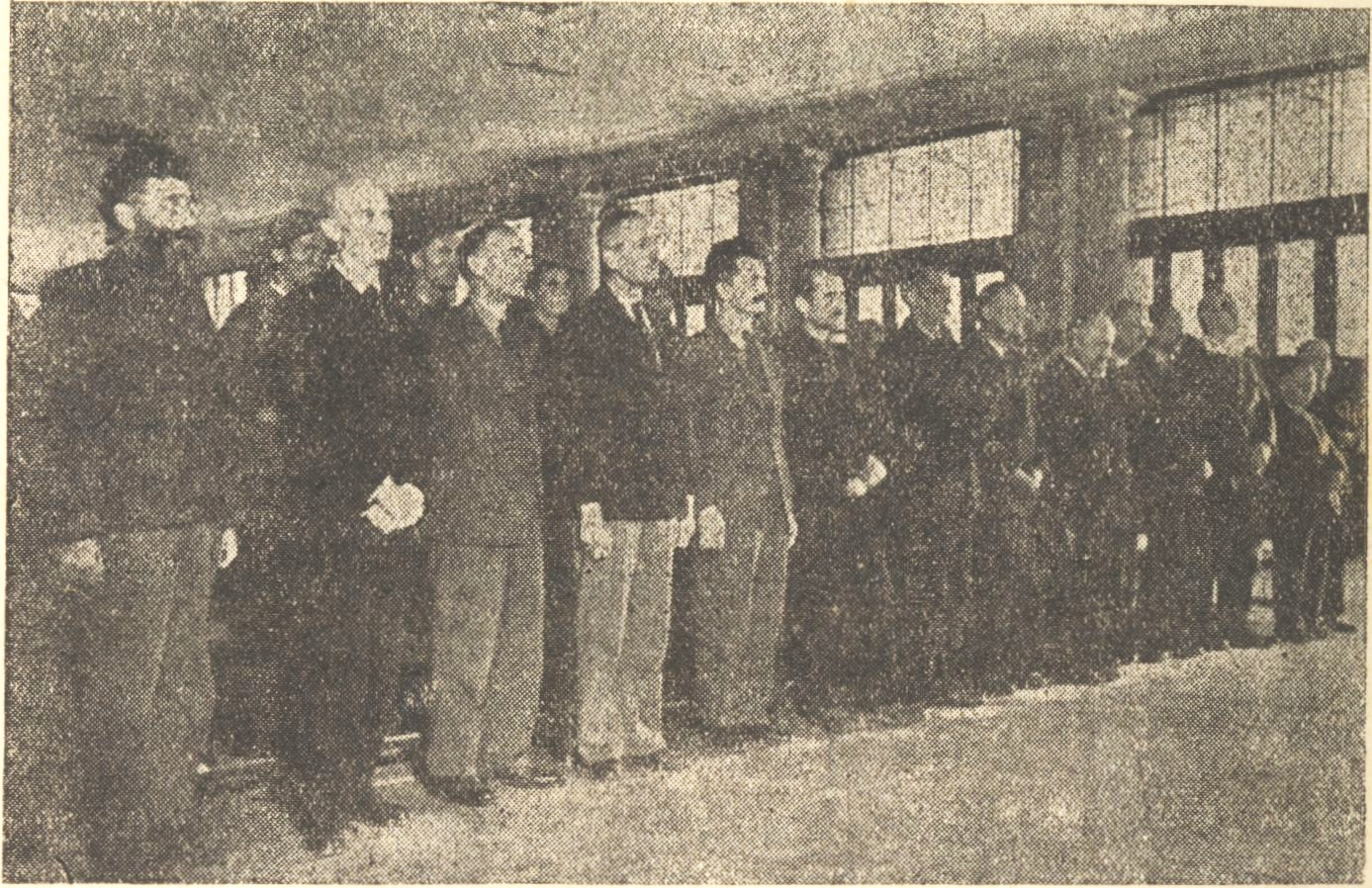
Moljević (2. v. l.) neben Mihailović bei der Urteilsverkündung (1946)

Beim Prozess gegen Mihailović und 23 weitere hochrangige Mitglieder der Tschetnik-Bewegung wurde Moljević am 15. Juli 1946 in Belgrad zu 20 Jahren Haft verurteilt. Er starb 1959 während der Haft in Sremska Mitrovica.

## Schriften
- Homogena Srbija (1941). Abgerufen am 1. Dezember 2013 (serbisch).